# Nesogenes glandulosus
Nesogenes glandulosus là loài thực vật có hoa thuộc họ Cỏ chổi. Loài này được (Scott-Elliot) Mildbr. mô tả khoa học đầu tiên năm 1933.